# Rojdi

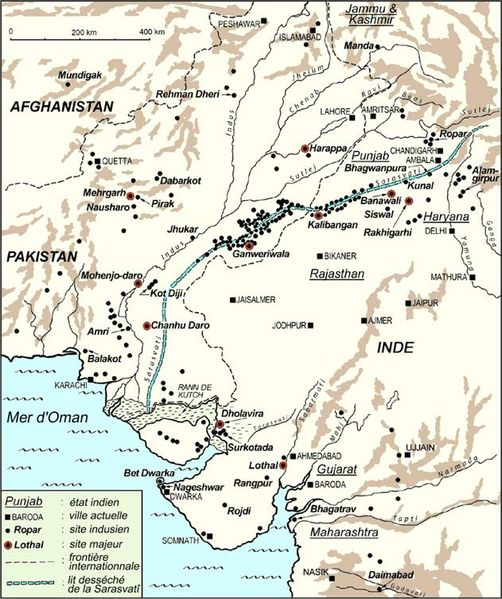
Położenie Rojdi i innych ośrodków harappańskich

Rojdi – starożytna osada protomiejska należąca do cywilizacji doliny Indusu, obecnie stanowisko archeologiczne w zachodnich Indiach, w stanie Gudźarat. Położone na półwyspie Kathijawar w jego centralnej części, pomiędzy zatoką Kimbajską a zatoką Kaććh, na północnym brzegu rzeki Bhadar. W starożytności zamieszkane nieprzerwanie od 2500 do 1700 roku p.n.e.
Rojdi jest jednym z protomiast, w którym wykształciła się kultura Sorath, lokalna odmiana dojrzałej kultury harappańskiej, której pozostałości odkrywane są na obszarze półwyspu Kathijawar.
Kultura Sorath to regionalna odmiana kultury harappańskiej, wyodrębniana na podstawie znaczących różnic w wyglądzie i jakości ceramiki pomiędzy ceramiką z półwyspu Kathijawar a ceramiką z pozostałych terenów kultury harappańskiej. Pomimo że pochodzą z tego samego okresu rozwojowego, co potwierdzają badania metodą datowania radiowęglowego, to ceramika znajdowana na terenach półwyspu różni się wyraźnie od tej z miast położonych w dolinie Indusu.
Ośrodki kultury Sorath są też wyraźnie mniejsze od pozostałych protomiast induskich, a Rojdi, największe z nich, liczy sobie około 7 hektarów powierzchni. Nazwa Sorath jest jedną ze starożytnych nazw półwyspu Kathijawar, a zaproponował ją w 1989 roku Gregory Possehl w jednej ze swoich prac naukowych.

## Wykopaliska
Pierwsze wykopaliska w latach 1957- 1959 oraz 1962-1965 prowadzili archeologowie z Archaeological Survey of India, którym przewodniczył Shiri P.P. Pandya. Wyniki tychże badań publikowane były rokrocznie na łamach biuletynu Indian Archeology. A Review.
Kolejne wykopaliska, zakrojone na szerszą skale niż poprzednie, przeprowadziły w latach 1982-1995 Gujarat State Department of Archaeology i Muzeum Uniwersyteckie Uniwersytetu Pensylwanii. Wykopaliska potwierdziły wyniki wcześniejszych badań, uszczegółowiły umiejscowienie w czasie poszczególnych okresów rozwoju Rojdi na podstawie datowania radiowęglowego próbek i przyczyniły się do lepszego poznania charakterystycznej dla tego regionu kultury Sorath.

## Chronologia
Aktualny stan badań pozwala wyróżnić kilka okresów, w którym Rojdi było zamieszkałe:
- Okres  I – okres kultury harappańskiej, w którym wyróżnia się[4]:

Rojdi A  - 2500 - 2200 p.n.e. - najwcześniejszy z okresów kultury harappańskiej. Odkryto zbudowaną z ubitej gliny platformę, na której wzniesiono budynki z nieoszlifowanego kamienia. Ceramika tego okresu jest  podobna do ceramiki z Rangpuru z okresu IIA, a ceramika prosta wyraźnie dominuje liczbowo nad szlachetną. Ceramika prosta występuje w odmianach czerwonej, czarnej i szarej, a szlachetna w czerwonej i płowej.  W tym okresie występują naczynia takie jak misy, dzbany, słoje, garnki, kubki oraz kielichy, są one średniej wielkości w porównaniu do późniejszych. Naczynia były zazwyczaj wykonane z dobrze wyrobionej gliny i były równomiernie wypalane. Pokrywano je czerwoną, a rzadziej brązową angobą. Ceramika w większości pozbawiona była malowania, niektóre naczynia były jednak skromnie zdobione, zazwyczaj w czarne, poziome pasy. Bardziej skomplikowane malowanie stwierdzono na dwóch procentach odnalezionych fragmentów naczyń.
Rojdi B  - 2200 - 1900 p.n.e. - okres ten następuje po zniszczeniu osady okresu A przez pożar. Budynki wznoszono z kamieni oraz gliny i bielono wapnem. Ceramika szlachetna okresu B  reprezentowana jest przez ceramikę czerwoną, płową i szarą, ze znaczną przewagą czerwonej. Znaleziono również kilka fragmentów naczyń o barwie zielonej. Ceramika prosta odznacza się zaś niższą trwałością niż ta z okresu A. Styl ceramiki okresu Rojdi B jest fazą pośrednią pomiędzy okresem A oraz C, jednak znacznie bliżej mu do starszego Okresu A. Formy i rozmiary naczyń prostych są bardziej zróżnicowane niż wcześniej, dominują wyroby większe. Występują najczęściej misy o wypukłych ściankach, perforowane dzbany, słoje, wazy, kielichy, naczynia z rozszerzonymi rantami oraz naczynia na podstawkach. Malatura jest typowo harappańska - maluje się czarnym na czerwonym bądź brązem na płowym, angoba zaś prezentuje odcienie brązu. Zdobienia są bardziej skomplikowane, a popularnymi motywami zdobniczymi były trójkąty i romby, przecinające się pętle, kręgi, faliste linie i pionowe pasy. Ceramika szara w znacznie większej ilości niż w fazie A. Niektóre egzemplarze ceramiki wykazują bardzo wczesne cechy typowe dla późniejszej kultury Prabhas, nie występuje jednak charakterystyczne dla niej rycie wzorów rylcem. Powszechne są wszelkiego rodzaju mikrolity, małe ostrza i inne przedmioty kamienne o geometrycznych kształtach.
Rojdi C – 1900 - 1700 p.n.e. - z tego okresu pochodzi większość zachowanych pozostałości budynków i innych struktur. Powszechna jest ceramika czerwona i wyraźnie dominuje ilościowo nad płową i szarą. Przeważają również wyroby szlachetne nad prostymi, przeciwnie do okresów wcześniejszych. Ceramika różni się jakościowo od okresów poprzednich – materiał do produkcji jest gruboziarnisty, a naczynia wypalane mniej dokładnie niż wcześniej. W tym okresie pojawia się za to dużo nowych form ceramiki, w tym duże garnki i dzbany z zamkniętą szyjką, średniej wielkości słoje z rantem w kształcie litery S i prostymi ściankami. Najpopularniejszymi naczyniami są misy ze ścianami bocznymi wypukłymi, prostymi bądź w kształtnie litery S. Typowe naczynia okresu C mają grube ściany boczne z karbowanymi zaobleniami i wywiniętymi krawędziami. Gliniane butelki występują bardzo rzadko, podobnie jak w okresach poprzednich. Motywy zdobnicze są znacznie bardziej skomplikowane niż wcześniej, a motywy geometryczne mieszają się z motywami zwierząt i roślin, które po raz pierwszy pojawiają się w okresie C. W niewielkiej ilości pojawia się ceramika kultury Prabhas oraz czerwona ceramika połyskująca.
- Okres II – okres wczesnohistoryczny
- Okres III – okres średniowieczny[2]

## Architektura
Na stanowisko archeologiczne w Rojdi składają się dwa sąsiadujące ze sobą obszary – główny kopiec (main mound) oraz cypel południowy (south extension). Przeprowadzono również  wykopaliska przy dawnej bramie prowadzącej na wzgórze i w odizolowanej konstrukcji na północnym zboczu stanowiska. Wszystkie te dobrze zachowane konstrukcje można datować na okres Rojdi C (wczesne drugie tysiąclecie p.n.e.). Domy mieszkalne w Rojdi zostały zbudowane na kamiennych fundamentach, ich ściany jednak nie zachowały się. W wykopaliskach nie znaleziono żadnych cegieł, suszonych ani wypalanych. Nie znaleziono również studni, pozostałości łazienek czy systemu kanalizacyjnego, powszechnie występującego w innych miastach induskich w tym okresie.

## Znaleziska
Najczęstszym znaleziskiem w Rojdi, tak jak w innych ośrodkach harappańskich, jest ceramika.
Większość ceramiki odkrytej na tym stanowisku to dobrej jakości ceramika czerwona, rzadziej płowa lub szara, prosta i szlachetna, wykonana z dobrze wyrobionej i wypalonej gliny, angobowana. Najczęściej znajdowanym naczyniem jest półkulista czerwona misa, często z uchwytem w kształcie ćwieka. Fragmenty misy stanowią ponad połowę wszystkich kawałków ceramiki z Rojdi. Na rantach naczyń spotyka się również krótkie napisy w piśmie induskim. Znaleziono ponadto liczne mikrolity.  Występują przedmioty miedziane, odkryto między innymi pięć płaskich toporów, pierścienie, bransolety, noże i szpilki. Znaleziono także przedmioty wykonane z brązu i terakoty. Ślady działalności przemysłowej i produkcyjnej są nieobecne we wszystkich okresach rozwoju kulturowego w Rojdi. Ogólny charakter ośrodka sugeruje, że była to osada rolnicza.